# الکساندر میهونوف
الکساندر میهونوف (اوکراینی: Олександр Юрійович Мігунов؛ زادهٔ ۱۳ آوریل ۱۹۹۴) بازیکن فوتبال اهل اوکراین است.
از باشگاه‌هایی که در آن بازی کرده‌است می‌توان به باشگاه فوتبال شاختار قراغندی، باشگاه فوتبال دنیپرو، باشگاه فوتبال ماریوپول، و باشگاه فوتبال شاختار دونتسک اشاره کرد.
وی همچنین در تیم ملی فوتبال زیر ۲۱ سال اوکراین بازی کرده‌است.